# 武进医院病房大楼旧址
武进医院病房大楼旧址位于中国江苏省常州市天宁区常州市第一人民医院内（原马山埠阳湖县衙署一带），原为教会医院武进医院的门诊大楼，于1933年7月1日医院成立15周年之际动工修建，为常州最早的现代医院建筑遗存。建筑坐北朝南，呈凹字形，主楼四层，南侧东西厢楼各三层，采用钢筋混凝土结构。